# Prislav
Prislav (* um 1115; † zwischen 1165 und 1175) war unter dem dänischen König Waldemar I. Jarl der dänischen Insel Lolland.
Prislav wuchs als Sohn des abodritischen Fürsten Niklot gemeinsam mit seinen Brüdern Pribislaw und Wertislaw im heutigen Mecklenburg auf. Prislav nahm bereits zu Lebzeiten seines Vaters den christlichen Glauben an. Deshalb soll er nach einem Bericht des dänischen Chronisten Saxo Grammaticus von seinem Vater verjagt worden sein. Demgegenüber erzählt die ebenfalls dänische Knýtlinga saga, Prislav sei von den Dänen gefangen genommen worden. Seitdem lebte Prislav in Dänemark. Dort heiratete er Katharina Knudsdotter, eine Tochter des letzten abodritischen Samtherrschers Knud Lavard und Schwester Waldemars des Großen. Dieser Schritt machte ihn zum Faustpfand Waldemars und zur Gefahr für Niklot und seine Söhne: Aufgrund der Brüdergemeine stand ihm als Mitglied der abodritischen Fürstenfamilie die Herrschaft über das Abodritenland zu, als Enkel Knud Lavards waren seine Söhne erbrechtlich als abodritische Samtherrscher legitimiert. Tatsächlich hatte Prislav mit Katharina zwei Söhne, Kanut und Waldemar. Wohl auch deshalb standen sich Prislav und sein Vater unversöhnlich gegenüber. 1160 nahm Prislav an der Seite Bernhards I. von Ratzeburg am Feldzug Waldemars I. gegen Niklot teil. Die Nachricht vom Tod seines Vaters, der wohl von der Hand Bernhards I. fiel, soll Prislav als unwillkommene Unterbrechung seines Abendessens mit Schmähungen kommentiert haben. Die nachfolgende  Einsetzung seines älteren Bruders Pribislaws zum Fürsten der Abodriten 1164 durch Heinrich den Löwen durchkreuzte Waldemars I. Pläne, Prislav zum Fürsten der Abodriten zu erheben und sich auf diese Weise Zugriff auf das Abodritenland zu verschaffen.
Waldemar I. belehnte Prislav mit dänischen Inseln ("magna nobilium insularum pars"), von denen namentlich nur Lolland bekannt ist, das später im Besitz seines Sohnes erscheint. Möglicherweise gehörte auch Alsen zu Prislavs Ausstattung.